# Recesul pineal
Recesul pineal (Recessus pinealis) este o extensie a ventriculului al treilea în tija (Habenula) glandei pineale și are forma unui diverticul aflat pe partea posterioară a ventriculului al treilea care se extinde posterior între comisura posterioară (Commissura posterior) și comisura habenulară (Commissura habenularum).